# Черницыно (Кирилловский район)
Черницыно — деревня в Кирилловском районе Вологодской области.
Входит в состав Талицкого сельского поселения, с точки зрения административно-территориального деления — в Талицкий сельсовет.
Расстояние по автодороге до районного центра Кириллова — 69 км, до центра муниципального образования Талиц — 4 км. Ближайшие населённые пункты — Бардуха, Леониха, Петровское, Трунино, Демидово.
По переписи 2002 года население — 11 человек.